# Nepenthes singalana
Nepenthes singalana ist eine fleischfressende Pflanze aus der Gattung der Kannenpflanzen (Nepenthes). Sie wurde um 1896 vom italienischen Botaniker Odoardo Beccari erstbeschrieben. Ihr Artepitheton singalana ist eine Anlehnung an den Berg Mount Singgalang auf Sumatra.

## Beschreibung
Nepenthes singalana ist ein immergrüner, kletternder Halbstrauch, dessen Triebe mehrere Meter lang werden können und im Alter verholzen. Die Blätter von Nepenthes singalana sind elliptisch geformt, besitzen eine glatte, glänzende Oberfläche und sind von ledriger Struktur. Sie werden bis 20 cm lang.

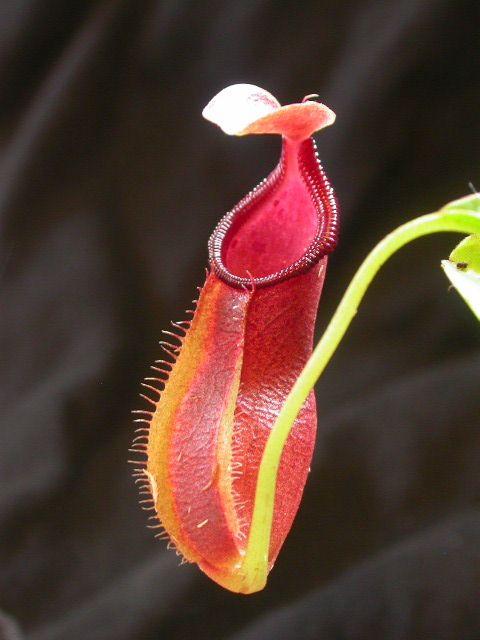
Junge Kanne im Porträt

Die Kannen von Nepenthes singalana weisen keinen ausgeprägten Kannen-Dimorphismus auf. Sie sind durchweg becher- bis vasenförmig und werden nur im Alter etwas zierlicher. Sie werden bis 18 cm groß. Das Peristom ist gleichmäßig geformt und leicht gerippt. Der Deckel ist breit-oval und steht schräg über der Öffnung. Die Färbung der Kannen ist lichtabhängig, bei voller Sonne sind sie weinrot.

### Blüte und Samen
Die Blüten von Nepenthes singalana sind zweihäusig (diözisch), also entweder nur männlich, oder nur weiblich. Sie erscheinen an einer zierlichen Rispe von etwa 30 cm Länge. Die Blüten selbst sind fünfblättrig und von grünlicher oder rötlicher Färbung. Die Samen sind spindelförmig und nur 1–3 mm groß.

## Heimat/Herkunft
Nepenthes singalana lebt ausschließlich auf Sumatra. Dort wächst sie in Bergwäldern auf 2000 bis 2900 Metern Höhe.

## Botanische Geschichte
Nepenthes singalana wurde in früherer Zeit mehrfach falsch eingeordnet. Bereits der Botaniker Macfarlane betrachtete die Art 1908 als Sonderform von Nepenthes gracillima. Auch heute wird Nepenthes singalana aufgrund ihres Erscheinungsbildes oft mit anderen Arten verwechselt, so zum Beispiel mit Nepenthes spathulata, Nepenthes diatas oder Nepenthes pectinata.